# Costa Daurada
Costa Daurada ([ˈkɔstə ðəwˈɾaðə], španělsky Costa Dorada) neboli Zlaté pobřeží je pobřežní oblast v Katalánsku nacházející se jižně od Barcelony mezi městy Cunit a Alcanar; na severu hraničí s pohořím Garraf a na jihu s pobřežím Costa del Azahar.
Jedná se o jednu z nejoblíbenějších turistických lokalit pro trávení letní dovolené ve Španělsku. Mezi hlavní střediska cestovního ruchu patří Salou, Calafell, Cambrils a další. Centrem oblasti jsou Tarragona a menší město Reus, které je rodištěm Antoniho Gaudího a nachází se zde mezinárodní letiště, kam se létá i z Česka.